# Generalbüro für Aufklärung
Das Generalbüro für Aufklärung ist ein Militärgeheimdienst der Demokratischen Volksrepublik Korea (Nordkorea). Es wird im Deutschen auch der englische Name Reconnaissance General Bureau, kurz RGB, verwendet. Bis etwa 2014 wurde der Dienst von Generalleutnant Kim Yo-chol geleitet. Seither ist nicht öffentlich bekannt, wer den Dienst leitet.
Der Geheimdienst wird für den Sony-Hackerangriff verantwortlich gemacht. Dabei wurden Interna der Sony Pictures Entertainment entwendet und veröffentlicht. Vermutet wird eine Racheaktion wegen des Films The Interview. Es laufen Ermittlungen vom Justizministerium der Vereinigten Staaten gegen Hacker des Dienstes wegen der versuchten Entwendung von etwa 1,3 Milliarden US-Dollar. Die Angriffe erfolgten gegen Banken in Vietnam, Bangladesch, Malta und Mexiko.
Des Weiteren werden Persönlichkeiten dieses Dienstes auf Sanktionslisten gesetzt. Der ehemalige Leiter Kim Yo-chol ist auf der Sanktionsliste der Europäischen Union seit dem 19. Dezember 2011 verzeichnet. Für Cho Il-u wurde ein Reiseverbot in der Resolution 2356 des Sicherheitsrates der Vereinten Nationen erlassen. Der UN-Sicherheitsrat vermutet, dass Cho als Direktor des Fünften Büros des Generalbüros für Aufklärung Auslandsspionageeinsätze leite.